# Монтроуз (Західна Вірджинія)
Монтроуз (англ. Montrose) — місто (англ. town) в США, в окрузі Рендолф штату Західна Вірджинія. Населення — 145 осіб (2020).

## Географія
Монтроуз розташований за координатами 39°4′2″ пн. ш. 79°48′52″ зх. д. / 39.06722° пн. ш. 79.81444° зх. д. (39.067254, -79.814322).  За даними Бюро перепису населення США в 2010 році місто мало площу 1,62 км², уся площа — суходіл.

## Демографія
Згідно з переписом 2010 року, у місті мешкало 156 осіб у 74 домогосподарствах у складі 47 родин. Густота населення становила 96 осіб/км².  Було 79 помешкань (49/км²).
Расовий склад населення:
| - 100,0 % — білих |

До двох чи більше рас належало 0,0 %. Частка іспаномовних становила 0,0 % від усіх жителів.
За віковим діапазоном населення розподілялося таким чином: 17,3 % — особи молодші 18 років, 66,7 % — особи у віці 18—64 років, 16,0 % — особи у віці 65 років та старші. Медіана віку мешканця становила 49,3 року. На 100 осіб жіночої статі у місті припадало 105,3 чоловіків;  на 100 жінок у віці від 18 років та старших — 98,5 чоловіків також старших 18 років.
Середній дохід на одне домашнє господарство  становив 58 065 доларів США (медіана — 58 125), а середній дохід на одну сім'ю — 64 388 доларів (медіана — 61 563). За межею бідності перебувало 5,5 % осіб, у тому числі 0,0 % дітей у віці до 18 років та 15,8 % осіб у віці 65 років та старших.
Цивільне працевлаштоване населення становило 92 особи. Основні галузі зайнятості: освіта, охорона здоров'я та соціальна допомога — 39,1 %, будівництво — 13,0 %, роздрібна торгівля — 10,9 %.